# Surab Swiadauri
Surab Swiadauri (georgisch ზურაბ ზვიადაური; * 2. Juli 1981 in Achmeta) ist ein georgischer Judoka und Olympiasieger in der Kategorie bis 90 Kilogramm.
Swiadauri wurde bei den Weltmeisterschaften 2001 in München und 2003 in Osaka zweimal in Folge Vizeweltmeister. Den größten Erfolg seiner Karriere feierte er 2004 bei den Olympischen Sommerspielen in Athen, wo er mit einem Sieg über den Japaner Hiroshi Izumi Olympiasieger wurde.